# Claude Feidt
Claude Feidt, né le 7 mars 1936 à Audun-le-Roman en Meurthe-et-Moselle et mort le 13 octobre 2020 au Puy-en-Velay (Haute-Loire), est un évêque français, archevêque émérite d'Aix-en-Provence et Arles de 2010 à 2020.

## Biographie

### Formation
Fils de Maurice Feidt, fonctionnaire, et de Geneviève Niez. Élève au lycée du Puy, puis à la Faculté catholique de Lyon, il est licencié en théologie. Il est ordonné prêtre le 24 décembre 1961 pour le diocèse du Puy. 

### Principaux ministères
De 1963 à 1972, il est aumônier de lycée au Puy ; il est professeur de théologie au Grand Séminaire du Puy de 1966 à 1980, et vicaire épiscopal de 1972 à 1980. 
Nommé évêque auxiliaire de Chambéry, le 10 juillet 1980, il est consacré le 13 septembre 1980.
Il devient archevêque coadjuteur de Chambéry en 1985, puis est archevêque de Chambéry et évêque de Maurienne et de Tarentaise, de 1985 à 1999, et devient enfin archevêque d'Aix-en-Provence, Arles et Embrun en 1999.
Le 20 mai 2008, le pape Benoît XVI lui donne un archevêque coadjuteur en la personne de Christophe Dufour, jusqu'alors évêque de Limoges.
Il se retire le 29 mars 2010. Christophe Dufour lui succède.
Au sein de la Conférence des évêques de France, Claude Feidt a été président de la Commission internationale francophone pour les traductions et la liturgie.

### Décès
Claude Feidt meurt le 13 octobre 2020, à l'âge de 84 ans, à l'hôpital Émile-Roux du Puy-en-Velay.

## Prise de position

### Rôle dans l’affaire de pédophilie Pierre Dufour
En 1993, il est averti des actes de pédophilie du prêtre Dufour par les parents d'une de ses victimes. Claude Feidt ne croyant pas à ces accusations le maintient en poste et n'alerte pas la justice. Deux ans plus tard il nomme Pierre Dufour vicaire épiscopal. Ce dernier sera condamné en 2006 à 15 ans de prison pour « viols et agressions sexuelles » sur au moins une dizaine de victimes,.

### Procès de béatification de Jean-Paul II
En mars 2007, Claude Feidt a rendu public le témoignage d'une religieuse de la congrégation des Petites Sœurs des Maternités catholiques, sœur Marie Simon-Pierre, qui aurait été guérie miraculeusement de la maladie de Parkinson en juin 2005 par l'intercession de Jean-Paul II alors qu'elle travaillait à la maternité de Puyricard. Après avoir été instruits au niveau diocésain, les différents éléments ont été envoyés à Rome à la Congrégation pour la Cause des Saints.